# Abbaye de La Chaise-Dieu

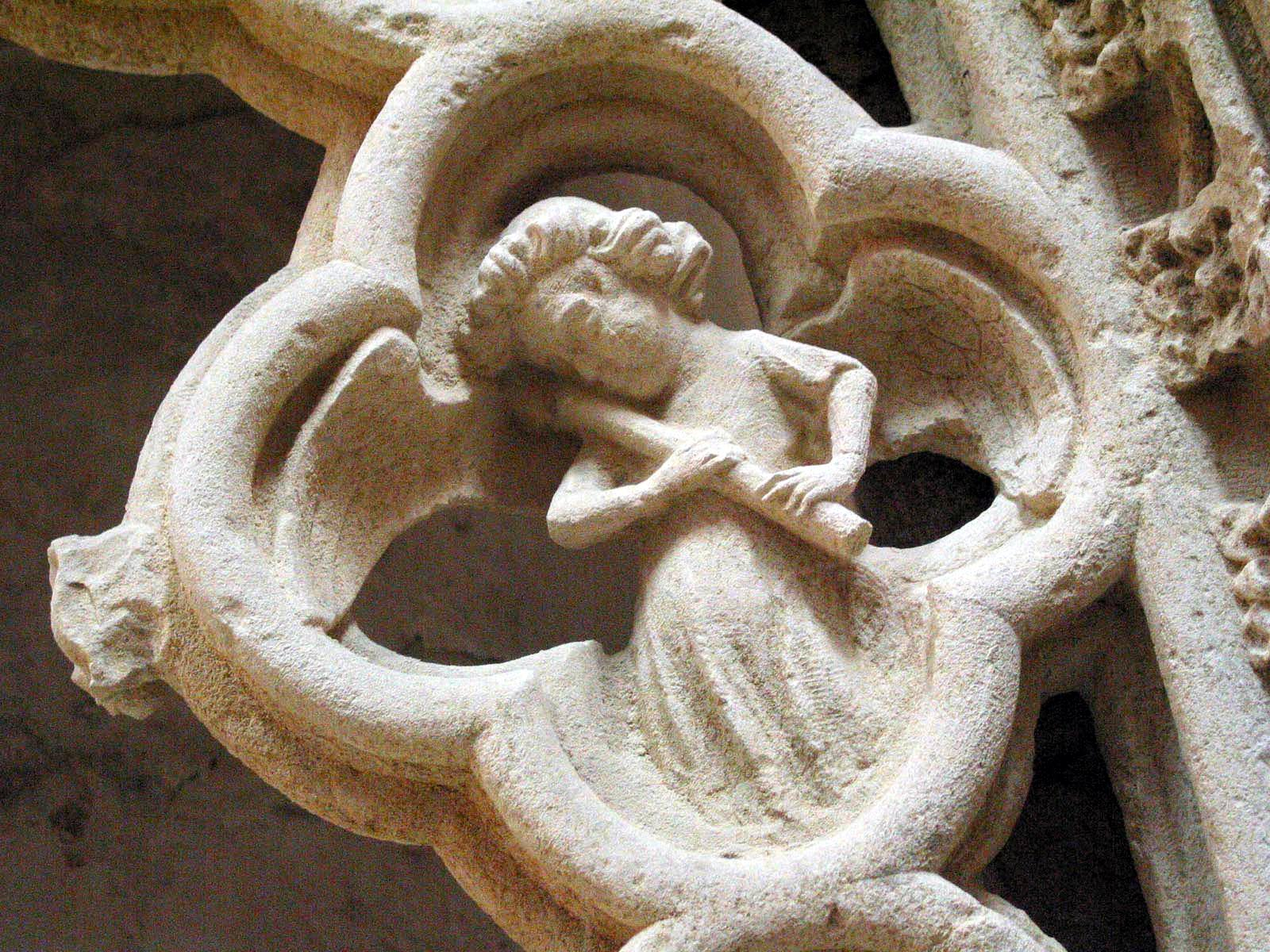
Ange musicien jouant de la flûte - détail du tombeau de Rançon de Montclar.

L'abbaye de La Chaise-Dieu, en Auvergne (La Chasa-Dieu en occitan), est une ancienne abbaye bénédictine, chef de l'ordre casadéen, située sur la commune de La Chaise-Dieu dans le département de la Haute-Loire.
L'origine du nom est celui en latin Casa Dei (La maison de Dieu) d'où l'adjectif casadéen. L'abbaye bénédictine est réputée pour son architecture gothique, sa riche bibliothèque, son atelier des livres liturgiques, sa danse macabre, sa curieuse Salle de l'écho, sa tenture de chœur composée de douze tapisseries flamandes et son festival de musique fondé en 1966 par Georges Cziffra.

## Histoire de l'abbaye

### Fondation et évolution dans le mêmeXIesiècle

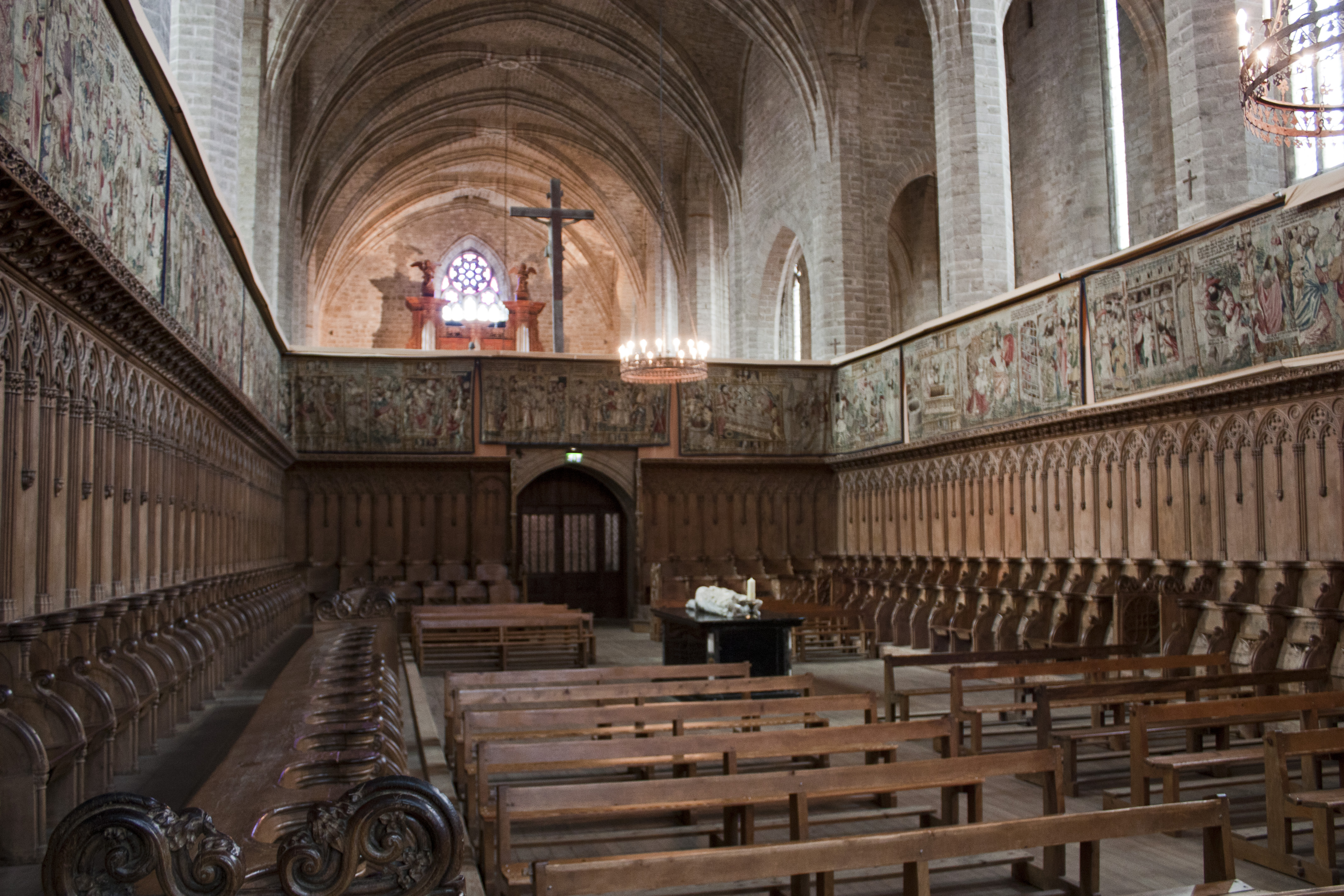
Chœur de l'église abbatiale, avec le jubé et le tombeau du pape Clément VI.

L'abbaye bénédictine, qui a donné son nom (dérivé par assonance analogique du latin médiéval Casadei) à une portion du plateau auvergnat, a été fondée en 1043 par Robert de Turlande en ermite, Étienne de Chaliers et un certain Delmas,. Avec ses disciples qui étaient venus sans retard, Robert de Turlande a obtenu en 1052 tant la protection du Saint-Siège qu'un diplôme du roi des Francs Henri Ier, daté du 20 septembre, qui confirmait sa promotion en abbaye,.
Saint Robert de Turlande, le fondateur, était le fils d'un riche chevalier auvergnat, et, avant son installation, il avait été chanoine-comte de Brioude. Il a adopté, pour son propre établissement, la règle de saint Benoît. En effet, sur l'exemplaire de cette règle que saint Robert avait copié à la main, ses successeurs prêtaient serment,.
La congrégation casadéenne comprenait un siècle plus tard dix abbayes et trois cent quarante prieurés. Or, les documents surs qui concernent le début de l'histoire ne sont pas suffisants, surtout ceux de la liturgie.
En 1067, à la mort du fondateur qui sera canonisé, l'abbaye compte trois cents moines ; elle est sur le point de devenir, en Auvergne, l'égale de Cluny. Son second abbé est Durand de Bredon. Elle bénéficie de donations importantes de grandes familles : les Mercœur de La Voûte-Chilhac, les comtes d'Auvergne de Vodable ou les Polignac près du Puy.
Le 18 août 1095 le pape Urbain II visite l'abbaye, et procède à la dédicace de l'abbatiale en l'honneur de saint Vital de Bologne et son maître saint Agricola, ce que confirme une bulle datée du 7 septembre à Saint-Gilles.
En 1097, Raymond de Saint-Gilles avant de se croiser, vient en pèlerinage à l'abbaye de la Chaise Dieu, et fait don à Pons, abbé de la dite abbaye, de ses prieurés et églises qu'il tenait dans la ville de Beaucaire. Ce don est confirmé par l'archevêque d'Arles qui était suffragant et suzerain à Beaucaire. Plusieurs papes passent à La Chaise-Dieu : Calixte II, Innocent II en 1132 qui a dû quitter Rome à la suite d'un schisme.
Cette abbaye s'illustrait de l'atelier de copie pour les livres de liturgie, sans doute inauguré par le fondateur Robert. D'abord modeste pour la règle de saint Benoît, mais jusqu'à la fin du XIe siècle, cet atelier a connu sa croissance.

### Établissements hospitaliers
L'origine de la maison de accueil auprès de l'abbaye reste floue, manque de documents surs dans les archives. Le dossier le plus ancien présente qu'en 1271 déjà existait l'hôtellerie sous la direction du frère Geoffroy. Or, on ne sait pas s'il s'agissait d'un accueil pour les pauvres ou de la maison des hôtes. Ce qui demeure certain est la fondation de l'hôpital pour les pauvres à ce lieu, créée le 1er juillet 1312, par un certain Astorg Olieu, selon le manuscrit 1399 (conservé à la Bibliothèque du patrimoine de Clermont Auvergne Métropole), abbé du monastère de Montauban et du prieur de Trizac. Un autre établissement, en tant qu'hospice, fut fondé avant 1570 dans le bourg. En 1670, un hôpital fonctionnait près de l'abbaye, mais dirigé par un bourgeois. Le monastère avait donné naissance à ces établissements.

### Aménagement par l'administration pontificale
Une véritable croissance commence au XIVe siècle. En mai 1342, Pierre Rogier, un des moines de la Chaise-Dieu, est devenu pape à Avignon sous le nom de Clément VI. C'est lui qui finance la démolition de l'ancienne église romane et la construction de la nouvelle abbatiale dans laquelle il se fera inhumer. Il fait appel aux trois plus grands architectes de l'époque : Hugues Morel, Pierre de Cébazat et Pierre Falciat. L'abbatiale fut achevée en 1378, sous le pontificat du pape Grégoire XI, propre neveu de Clément VI,.
Aussi le monastère connut-il son expansion. Alors qu'il ne comptait que 300 moines jusqu'au XIIIe siècle, le nombre de fondation filiale augmenta jusqu'à une centaine au XVe siècle.
Il s'agissait d'un monastère particulier, car, une fois élu, l'abbé avait besoin de la bénédiction de l'évêque diocésain, puis de la confirmation du pape, et enfin, il lui fallait prêter serment de fidélité à Rome, dans un délai de quelques mois. Les privilèges pontificaux s'accompagnaient donc des obligations, y compris une redevance annuelle, très importante.
L'abbé de la Chaise-Dieu était, en conséquence, le supérieur de sa congrégation, la deuxième après celle de Cluny auprès des Bénédictins. On comptait neuf monastères directement liés : Saint-Michel de Gaillac, Saint-Théodard de Montauban, Saint-Pierre de Brantôme, Notre-Dame de Faverney, Notre-Dame de la Vallée de Dieu, Saint-Pierre de Frassinoro, Saint-Marin de Pavie, Saint-Sixte de Plaisance et Saint-André de Borzonasca. De plus, trois cent quarante prieurés y étaient intégrés tandis que quatre monastères féminins existaient à Saint-André de Comps-Lavaudieu, à Saint-Genès-les-Monges, le monastère de bénédictines fondé à la fin du XIe siècle, relevait de l’abbaye de la Chaise-Dieu (Haute-Loire). Sous la juridiction immédiate de Port-Dieu (Corrèze), il eut sous sa dépendance les prieurés suivants : Saint-Julien-la-Geneste, près de Saint-Gervais-d'Auvergne; Saint-Blaise de Talverat, près d'Issoire ; Saint-Robert d'Issac, près de Montluçon (Allier); Sainte-Magdeleine de Lieu-Dieu, Saint-Saturnin (Puy-de-Dôme) ; Pontgibaud (Puy-de-Dôme), à Saint-Julien-la-Geneste et à Saint-Rémi de Rocca en Montferrat. Sa fonction connaissait une autre particularité. Le déplacement de l'abbé s'illustrait d'une escorte distinguée et importante, car il n'était autre que le seigneur de la région casadéenne,.
À la suite du concordat de Bologne conclu le 18 août 1516, la Chaise-Dieu a perdu, tout comme d'autres monastères en France, le droit de l'élection de son propre abbé. Dorénavant, l'abbé commendataire, sélectionné par le roi de France, y arrivait. On compte, parmi eux, les plus illustres qui s'y succéderaient, mais souvent sans fonction réelle: le cardinal Adrien Gouffier de Boissy, un Angoulême, deux Valois, les cardinaux de Richelieu et Mazarin, un Mancini, un La Rochefoucauld, deux Rohan-Soubise et un Rohan-Guéméné.

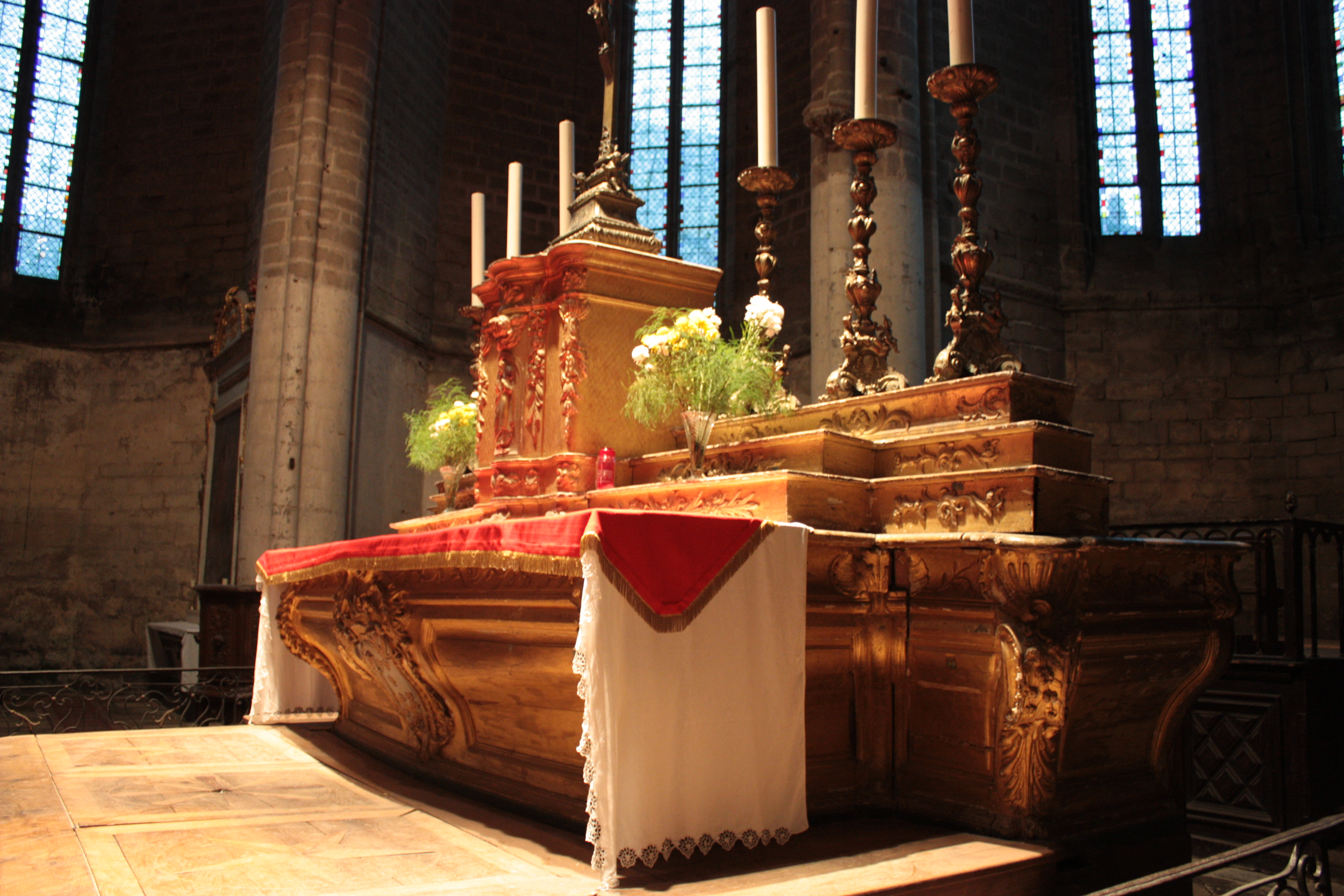
Autel tridentin de La Chaise-Dieu.

### Période difficile
Les troupes calvinistes qui pillent et rançonnent toutes les abbayes d'Auvergne et du Rouergue, s'emparent de la Chaise-Dieu le 2 août 1562, pillent ses trésors avant de s'attaquer à celles de Vabres (1568) et d'Aurillac (1569).
Le cardinal Richelieu, devenu abbé commendataire de la Chaise-Dieu en 1629, a décidé en 1640 d'attacher les monastères sous la Chaise-Dieu à la Congrégation de Saint-Maur, qu'il avait fait créer en 1618, mais en gardant pareillement l'ancienne communauté, qui était autorisée d'y rester. Il s'agissait d'une réforme liturgique avec ceux que les Mauristes ont apportés, à savoir le bréviaire de Saint-Maur approuvé par le pape Paul V et le missel romain tridentin de Pie V. Or, la variété de la liturgie casadéenne, qui était effectuée durant cinq siècles, était tellement riche que les Mauristes n'étaient pas capables de remplacer les propres. En 1765, a finalement été imprimé un nouvel office propre de saint Robert.
Chaque 24 avril, le chapitre général de la Saint-Robert réunissait les moines de l'abbaye mère, les abbés et les prieurs des maisons filiales, pour administrer l'ensemble. L'abbaye de La Chaise-Dieu qui compte encore une quarantaine de moines à la Révolution, ne lui a pas survécu.
Pendant cela, un incendie en 1695 a détruit la plupart des bâtiments conventuels. Ils ont été reconstruits aux XVIIe et XVIIIe siècles.
L'évêque janséniste de Senez, Jean Soanen, fut exilé à l'abbaye de la Chaise-Dieu de 1727 à sa mort, en 1740.
En 1786, le cardinal de Rohan, mêlé à l'affaire du collier de la reine Marie-Antoinette, y a été exilé. En fait, son séjour n'a duré que trois mois et demi,.
La Révolution a fait supprimer le monastère avec sa riche bibliothèque, qui possédait 5 853 livres imprimés sans compter les manuscrits à la main.

### Époque contemporaine
L'abbaye qui se trouvait au cœur du Livradois et de l'archiprêtré du même nom a fait partie du diocèse de Clermont jusqu'au rétablissement du diocèse du Puy-en-Velay en 1823.
Depuis 1975, la vie religieuse a repris à La Chaise-Dieu : une petite communauté des Frères de Saint-Jean est en train de rétablir une vie religieuse mais non monacale, dans un apostolat de proximité.
Depuis 2001, le Réseau Européen des Sites Casadéens, une association loi de 1901, renoue les liens entre ces anciennes dépendances de l'abbaye de La Chaise-Dieu, fait la promotion du patrimoine casadéen, encourage les échanges (éducatifs, scientifiques, artistiques…) et la coopération entre ces sites afin de contribuer à leur développement culturel et touristique.
L'abbaye est multiplement protégée des monuments historiques par les arrêtés des 28 novembre 1941 (inscription), 27 mai 2009 et 24 novembre 2014 (classements).

## Architecture

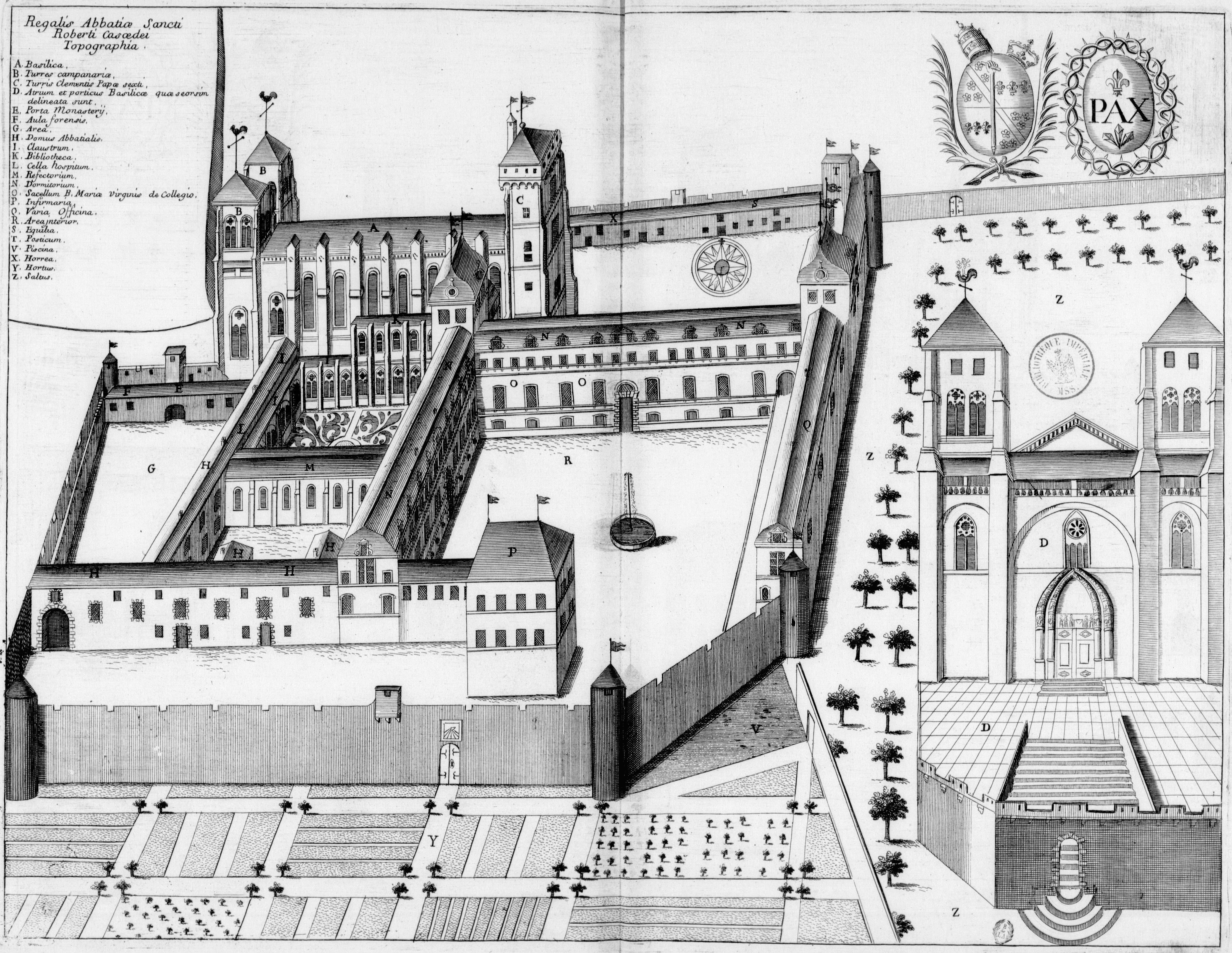
L’abbaye au XVIIe siècle, planche gravée du Monasticon Gallicanum.

### Église abbatiale
L'église abbatiale Saint-Robert a été construite de 1344 à 1352 dans le style gothique, par la volonté du pape Clément VI pour y abriter son tombeau.
L'abbatiale remplace l'ancien édifice roman au pied duquel avait été enseveli saint Robert de Turlande, fondateur de l'abbaye.
Plus grande, plus vaste, la nouvelle abbatiale appartient à la période du gothique rayonnant, dont elle incarne une version marquée par une grande austérité. Elle est souvent considérée comme une œuvre du gothique méridional, même si son importance dépasse en réalité largement ce cadre régional.
Elle est décorée d'une des rares danses macabres subsistant en France, fresque datant de 1470.
En 1562, elle subit d'importants dégâts lors du passage de huguenots révoltés. Au XVIIe siècle, l'abbé Hyacinthe Serroni y fit construire un orgue, qui fut amélioré au début du XVIIIe siècle.
L'ensemble a été restauré par Michel Garnier de 1990 à 1995. L'édifice est classé au titre des monuments historiques en 1840.
Elle est une des rares églises françaises de la région à abriter un jubé.

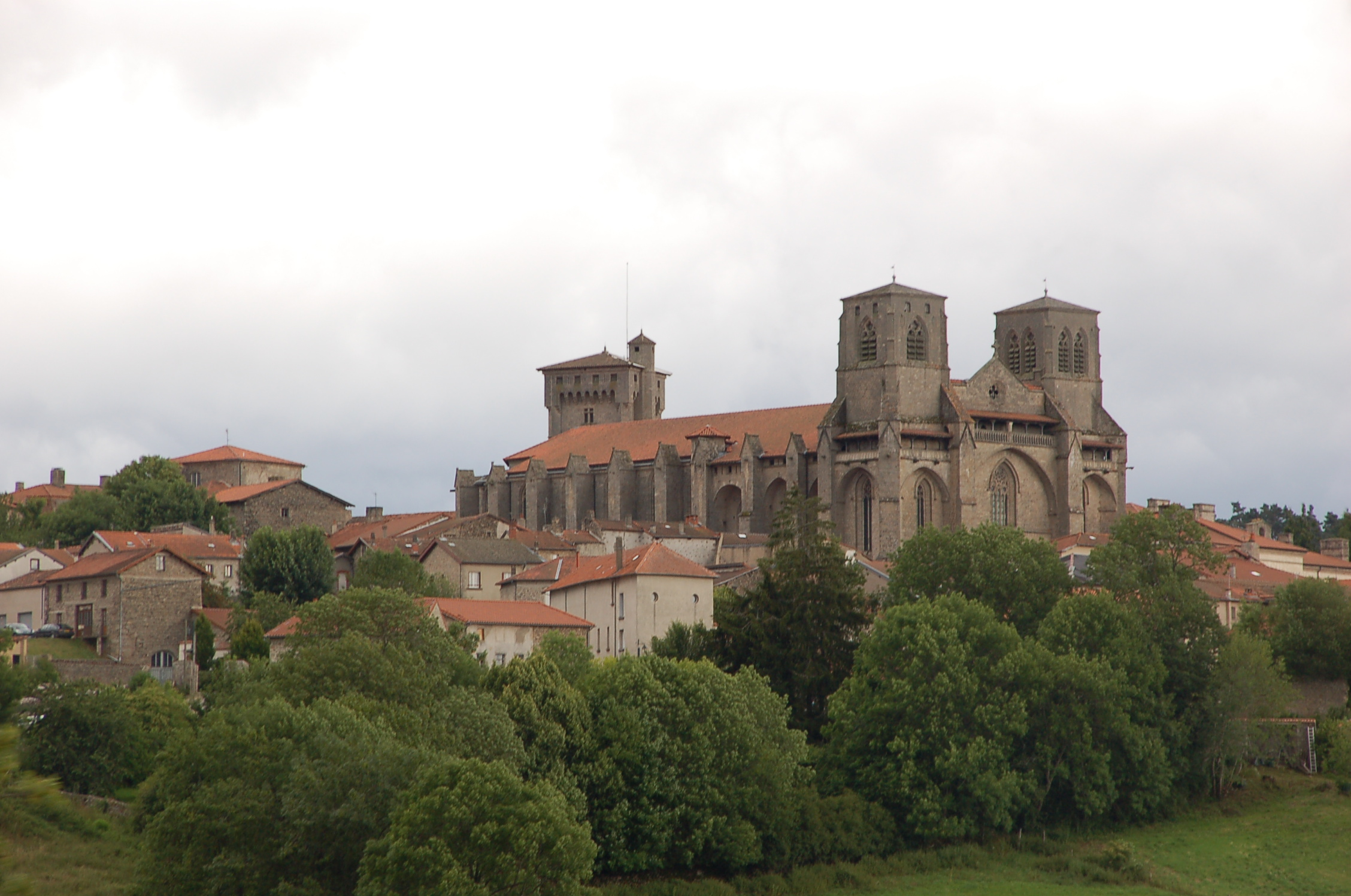
Vue générale de l'abbaye.
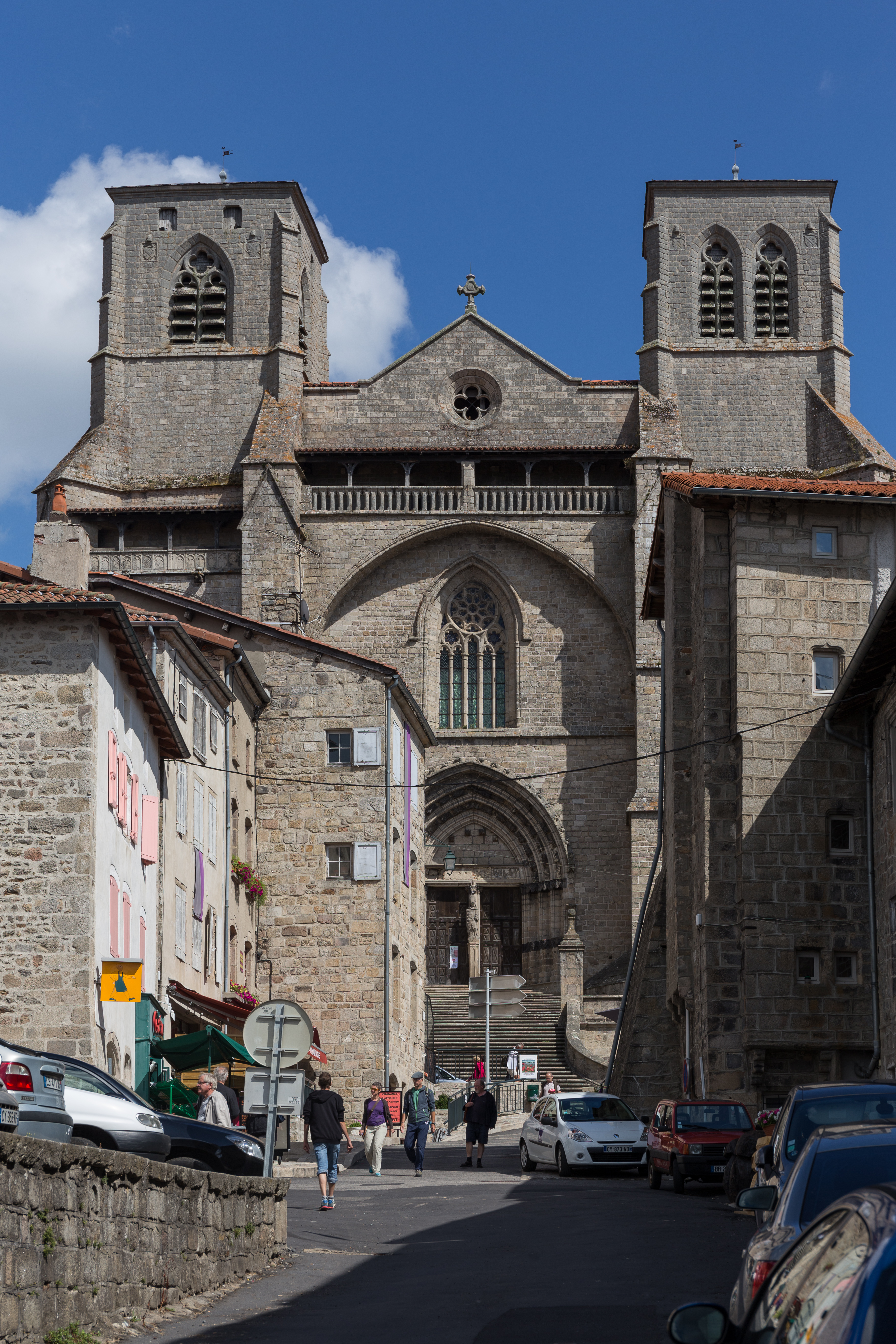
Façade de l'église abbatiale.
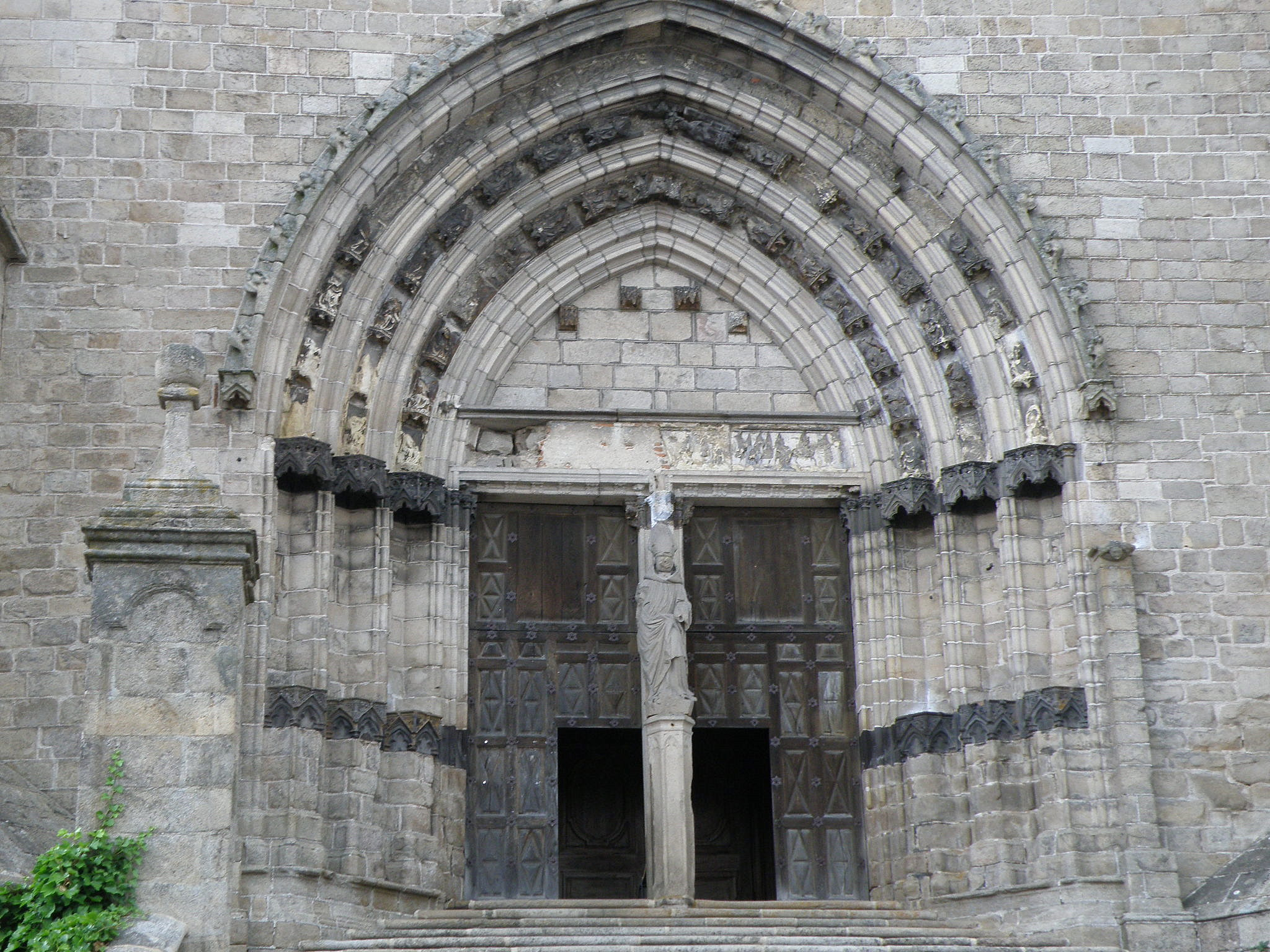
Portail de la façade principale.
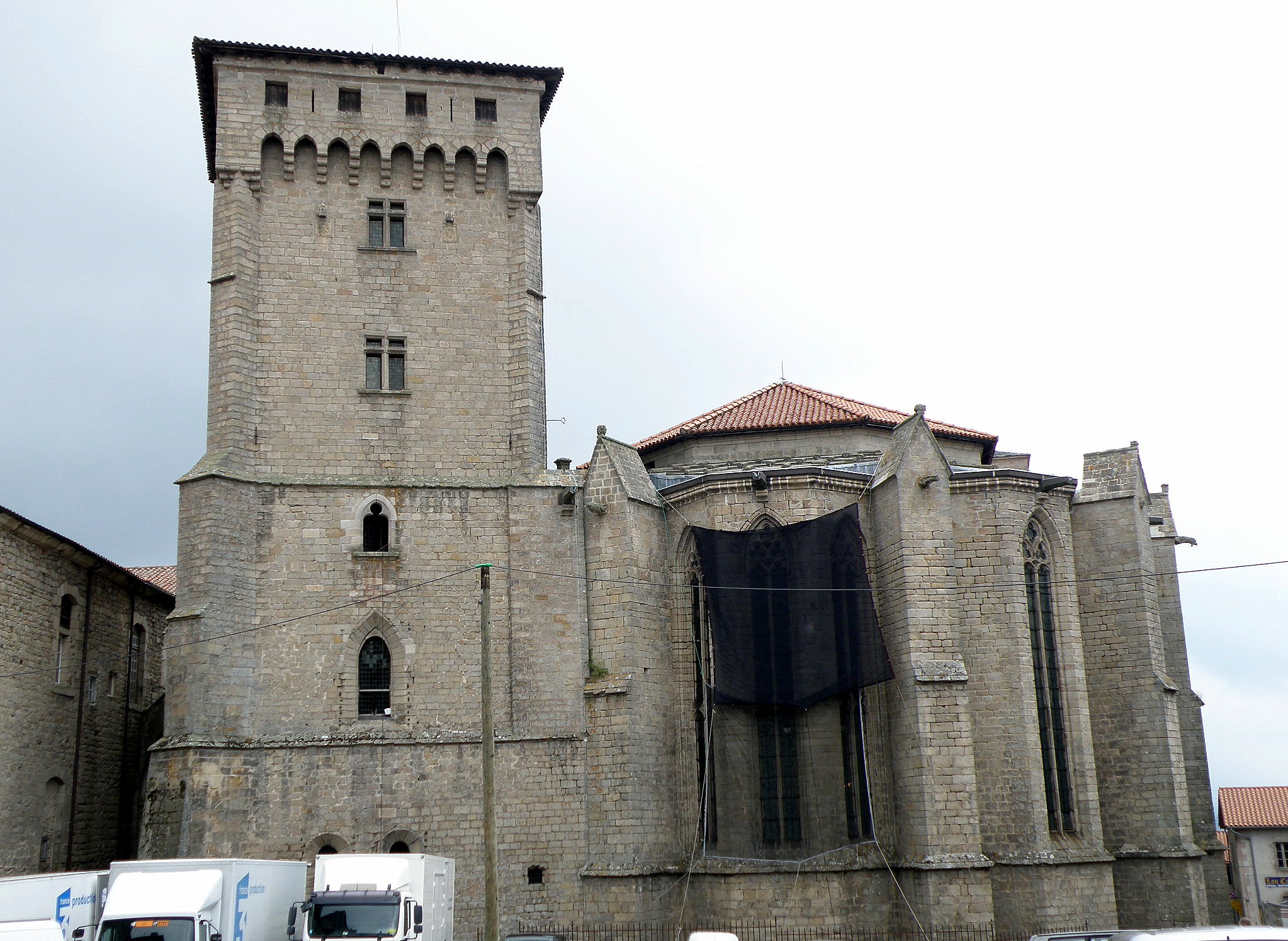
Chevet.
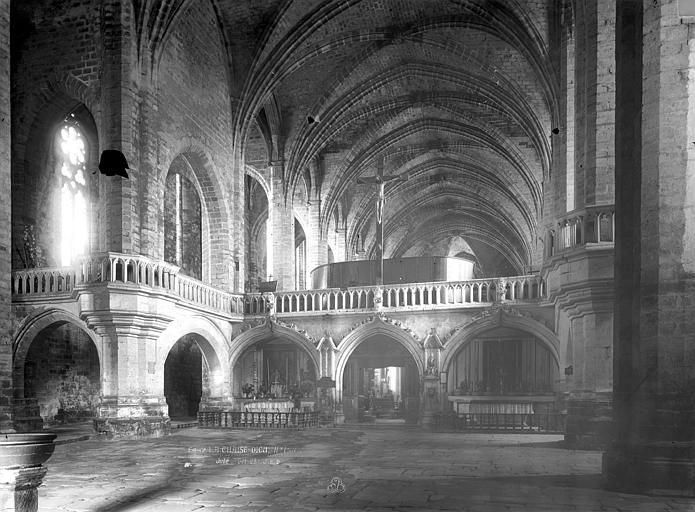
La nef et le jubé.
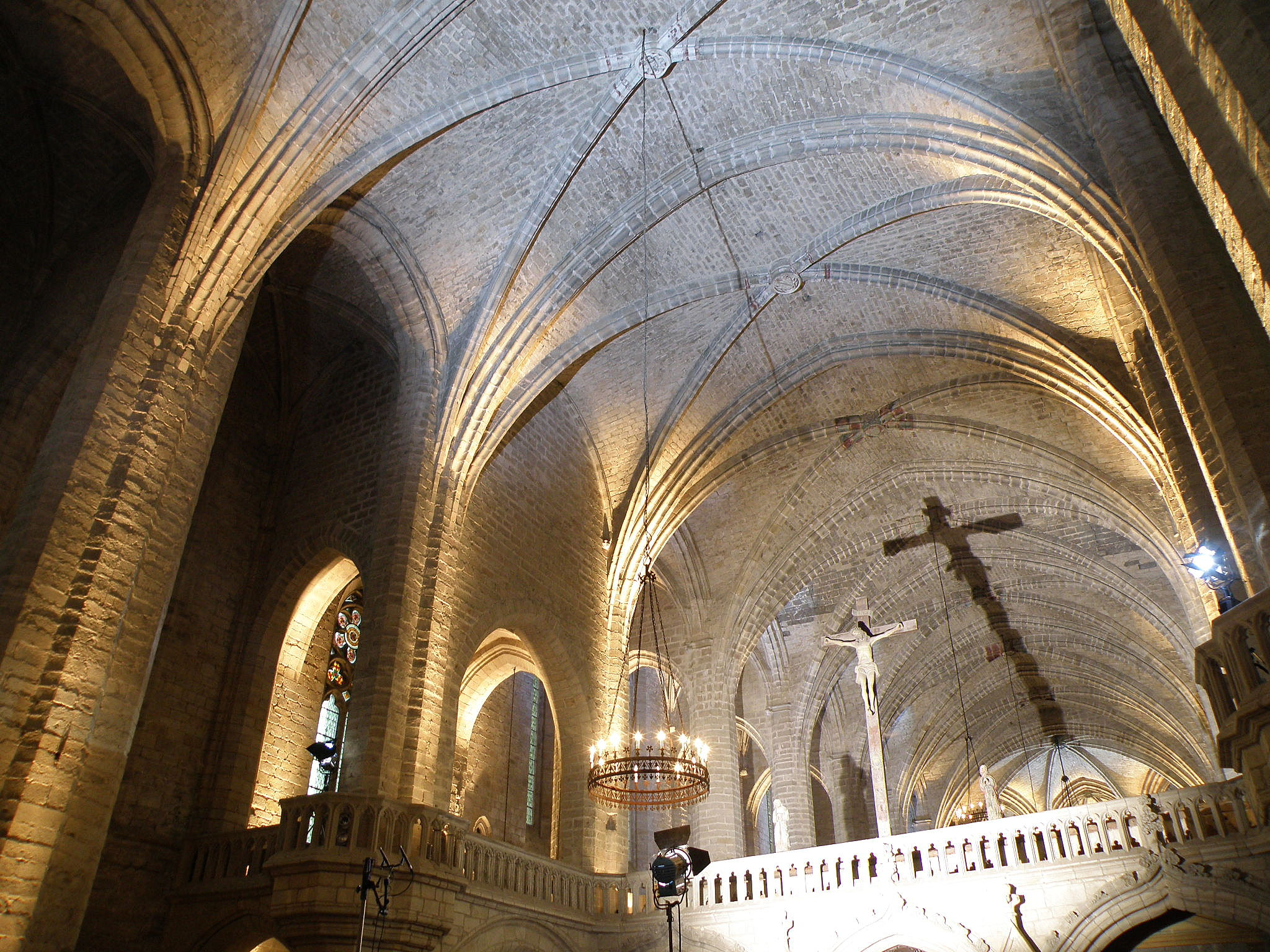
Voûtes de la nef et du chœur.
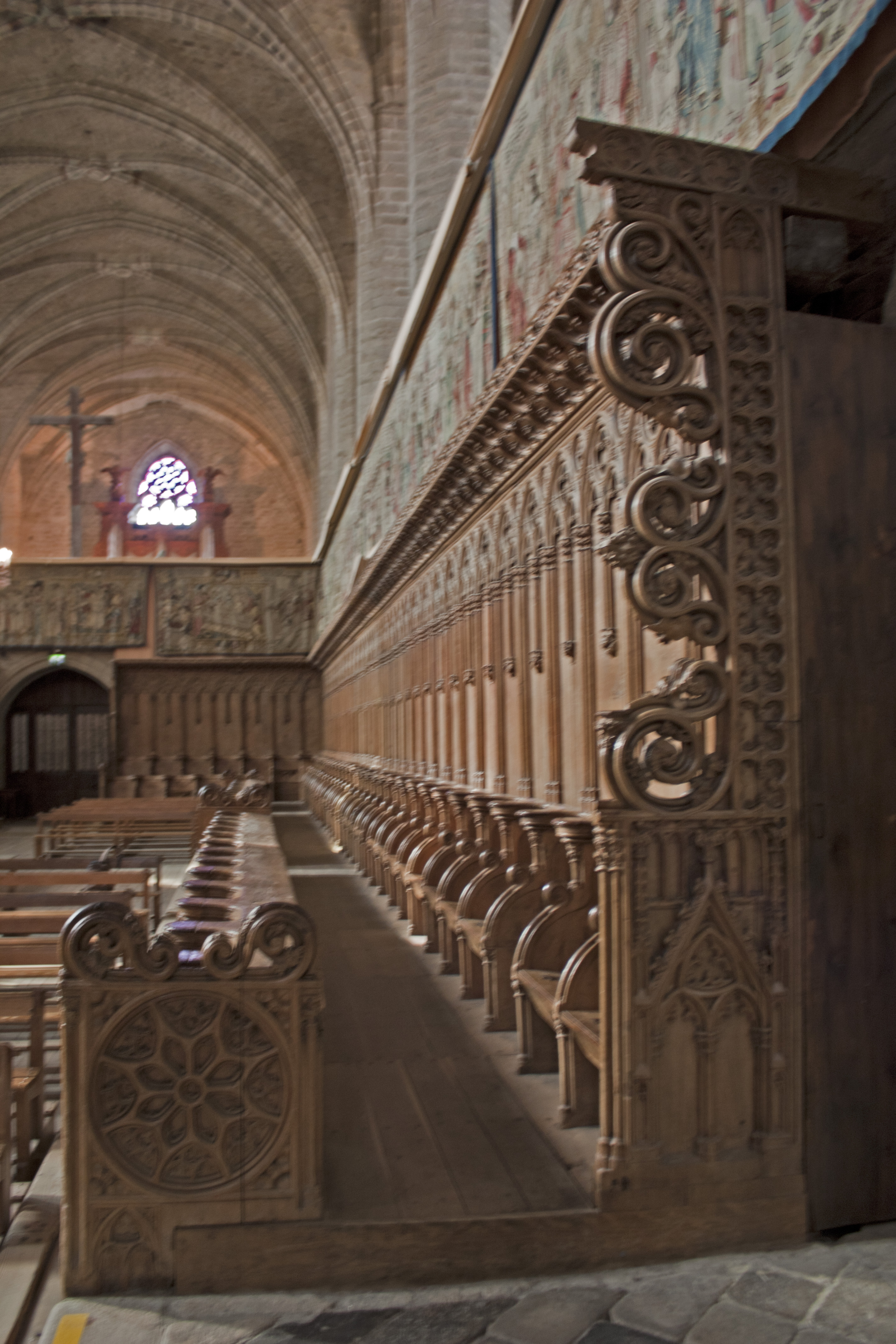
Stalles du chœur.

### Cloître
Le cloître gothique (de type languedocien) fut édifié à la fin du XIVe siècle. Il ne reste que deux galeries; l'une est surmontée d'un étage qui servait de bibliothèque.

## Moines et hôtes illustres

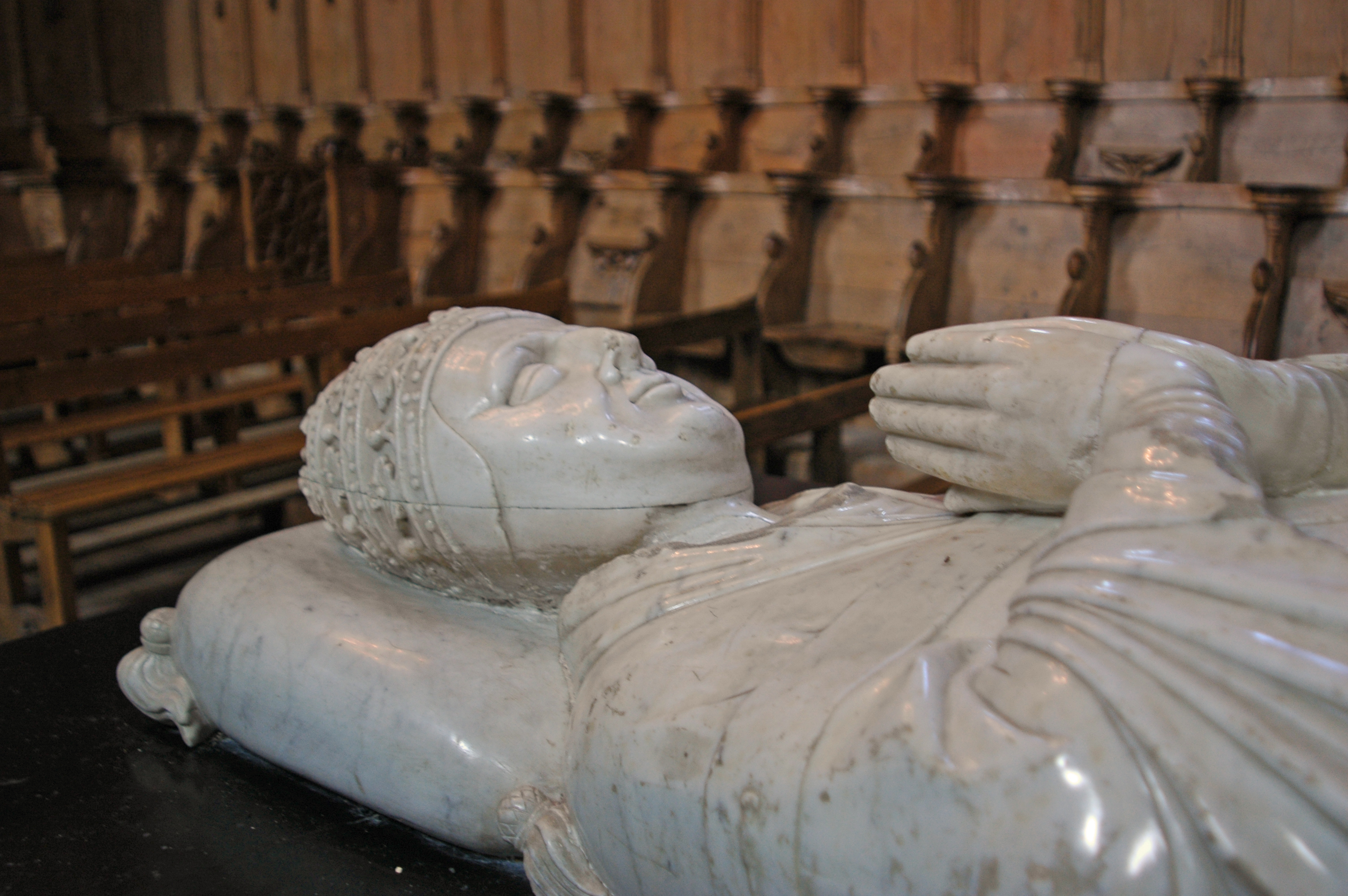
Gisant du pape Clément VI.

- Le pape Clément VI, ancien moine profès, qui y a son tombeau[mh 11].
- Saint Aleaume de Burgos († 1097).
- Raymond d'Apremont de Roquecorne, moine en 1318 lorsqu'il est nommé comme premier évêque du nouveau diocèse de Sarlat, puis il sera transféré au siège épiscopal du diocèse de Saint-Pons-de-Thomières le 21 novembre 1324. Il eut à arbitrer différents conflits dans les communautés religieuses de son ressort. Il est mort le 15 septembre 1344.
- Jean Soanen, évêque de Senez († 1740), prisonnier à La Chaise-Dieu.
- Le cardinal de Rohan en 1786, à la suite de l'affaire du collier de la reine.

## Héraldique
| Blason | Blasonnement : Les armoiries de l'abbaye sont différentes de celle de la ville : elles associent les armoiries de Clément VI, et celle des rois de France. |

## Coutumes
De vastes coutumes du monastère de la Chaise-Dieu fut d'abord éditées entre 1377 et 1420, sous le nom de rotulus. Puis en 1502, à la base de celui-ci, le Liber consuetudinum, dit Domino, fut copié. Ce document, important pour l'étude de la tradition bénédictine, était en 1824 possédé par Dominique Branche, inspecteur des Monuments historiques de la Haute-Loire et ami de Prosper Mérimée. Or, depuis cela, celui-ci reste non accessible aux chercheurs.